# Оркестр Франш-Конте имени Виктора Гюго
Оркестр Франш-Конте имени Виктора Гюго (фр. Orchestre Victor Hugo Franche-Comté) — французский симфонический оркестр, основанный в 1994 году.
Первоначально создан как Безансонский оркестр Франш-Конте (фр. Orchestre de Besançon Franche-Comté) из числа преподавателей Безансонской консерватории. Вскоре к коллективу присоединились и одарённые студенты, в 1996 г. его возглавил обосновавшийся во Франции румынский скрипач и дирижёр Петер Чаба. С численностью около 40 исполнителей оркестр представлял собой малый симфонический коллектив, при необходимости расширявшийся за счёт приглашённых музыкантов, — в частности, в 2010 году для прощального концерта Чабы состав был доведён до 93 исполнителей (игралась Первая симфония Густава Малера).
В 2010 году Безансонский оркестр был объединён с оркестром соседнего города Монбельяр, созданным в 1992 году и бессменно возглавлявшимся другим румынским дирижёром, Паулом Стайку. Объединённый коллектив располагает концертными площадками и репетиционными базами в обеих агломерациях региона Франш-Конте. Возглавил оркестр Жан-Франсуа Вердье, в 2011 году коллективу было присвоено имя Виктора Гюго.